# Пономарёв, Александр Николаевич (генерал-полковник)
Александр Николаевич Пономарёв (20 июля 1903, Зарайск — 25 октября 2002, Москва) — советский военнослужащий, генерал-полковник. Доктор технических наук (1965). Лауреат Государственной премии СССР (1973).

## Биография
Среднее образование получил в Зарайске. Одноклассницей была будущая народная артистка СССР Валентина Сперантова.
По окончании Гражданской войны участвовал в налаживании мирной жизни, в отрядах ЧОНа под руководством Сергея Илларионовича Фролова, в будущем военкома Военно-воздушной инженерной академии имени Н. Е. Жуковского (ВВИА), боролся с контрреволюцией.
По комсомольской путёвке был направлен в летную школу — Авиатехникум и курсы мотористов авиации Рабоче-Крестьянского Красного Воздушного Флота в Петрограде. Учился вместе с Сергеем Туманским.
По окончании школы был распределён в Борисоглебск, где начинала развертываться 2-я военная школа летчиков. Работал механиком, обслуживал самолёты. Познакомился с П. И. Барановым, от которого получил рекомендацию поступать в Военную академию.
С 1927 по 1931 год, во время обучения в Академии (ВВИА) слушал лекции Б. С. Стечкина, Б. Н. Юрьева, В. С. Кулебакина, В. П. Ветчинкина.
По обмену военными специалистами в 1933 году выезжал во Францию на учёбу, слушал лекции Мориса Руа, Мартино Лагара. Окончил Высшую авиационную школу в Париже, как отличник учёбы был направлен в докторантуру при Сорбонне. Был переводчиком Уншлихта во время перелёта в Париж трёх советских бомбардировщиков ТБ-3, занимался подготовкой советских пилотов, направляемых в Испанию, освоением французских самолётов, конструированием нового авиационного двигателя. Полученные результаты были опубликованы в статье «О непосредственном впрыске топлива в цилиндры двигателя». Прослушав полный курс в Сорбонне, ещё до защиты диссертации был срочно отозван в Москву (1937).
Возглавил инженерный факультет ВВИА им. Жуковского.
В августе 1939 года участвовал в советско-англо-французских переговорах об организации отпора гитлеровской агрессии. Переводил предложения советской стороны для иностранных представителей и их ответы на эти предложения.
Один из организаторов Ленинградской военно-воздушной академии (1941). С началом Великой Отечественной войны в эвакуации в Йошкар-Оле. В Йошкар-Оле сотрудничал с ГОИ и С. И. Вавиловым. Участвовал в работах по совершенствованию аэрофотосъёмки.
Занимал должность главного инженера 1-й воздушной армии (1943). Участвовал в создании в составе советских военно-воздушных сил эскадрильи «Нормандия-Неман».
Председатель Авиационно-технического комитета (1945—1953).
Заместитель главнокомандующего ВВС по вооружению с 1953 года. Доктор технических наук (1965). Консультант начальника ВВИА им. Жуковского (1971—1987). Автор ряда книг об истории и развитии авиации.
Брат — Б. Пономарев, секретарь ЦК КПСС.